# Ритчсон, Алан
Алан Майкл Ритчсон (англ. Alan Michael Ritchson; род. 28 ноября 1982, Гранд-Форкс, Северная Дакота) — американский актёр, певец и модель. Наиболее известен по ролям Аквамена в сериале «Тайны Смолвиля», Блеска в фильме «Голодные игры: И вспыхнет пламя», Теда Касла в «Реальные парни» и Андерса Лассена в картине «Министерство неджентльменских дел», а также по заглавной роли в сериале «Ричер» по романам Ли Чайлда.

## Биография
Ритчсон родился в Гранд-Форксе, штат Северная Дакота в семье отставного служащего ВВС Дэвида и школьной учительницы Вики. Средний из трёх братьев, есть старший брат Эрик и младший Брайан. В детстве его семья переехала в Ранто, в штате Иллинойс. Когда Алану было 10 лет, его семья обосновалась в Найсвилле, штат Флорида. Учился в «Niceville High School», которую окончил в 2002 году.
Алан начал модельную карьеру с работы для каталога «Abercrombie and Fitch»; также рекламировал нижнее бельё для сайта internationaljock.com. В 2008 году начал работу на Лос-Анджелесское агентство «Vision Model Management» и принял участие в рекламе эротического белья «N2N Bodywear». К началу 2009 года Ритчсон закончил работать на «Abercrombie and Fitch».
Появился в шоу талантов «Американский идол», где занял 87 позицию в списке лучших участников третьего сезона, прежде чем отправился в Голливуд. Алан заработал одобрение Полы Абдул, исполнив стриптиз.
Телевизионная карьера началась с роли Артура Карри (он же супергерой Аквамен) в сериале «Тайны Смолвиля» (первое появление персонажа не в мультфильме), и небольшой роли военного в фильме 2006 года «Хотя со мною никто не идёт» от Hallmark Channel, в котором также снялась Шерил Лэдд. Также он сыграл Лусиана Мане в фильме 2009 года «Проклятые воды» канала Lifetime. Алан продолжил работу над ролью Аквамена, озвучив супергероя в мультфильме «Лига справедливости: Новый барьер» и вернувшись в финальном десятом сезоне «Тайн Смолвиля».
Ритчсон снялся в фильмах «Мясник» (2006) и «Парилка» (2007), а также исполнил эпизодическую роль в комедии «Зажги этим летом!» (2009), в которой сыграла главную роль Анна-Линн Маккорд — звезда сериала «90210: Новое поколение». В последнем Алан также снялся, появившись в нескольких эпизодах 3 сезона (2011). Ритчсон сыграл Триппа — любовника Тэдди Монтгомери, персонажа Тревора Донована.
В 2007 году режиссёр Роберт Земекис выбрал Алана в качестве модели для создания 3D-версии главного персонажа фильма «Беовульф». Во время работы над фильмом датчики крепились на тело Ритчсона, позволяя скопировать строение его тела и движения. Однако в фильме была использована мимика и диалоги в исполнении актёра Рэя Уинстона.
В конце 2005 года актёр появился в русской рекламе жевательной резинки «Орбит». В 2009 актёр сыграл стриптизёра в третьем сезоне сериала «Тяжёлый случай». Также актёр исполнил одну из главных ролей шоу канала «Spike TV», «Реальные парни» в роли младшекурсника, члена футбольной команды колледжа. Кроме того, Ритчсон появился в 19 эпизоде 8 сезона шоу «C.S.I.: Место преступления Майами».
С 2022 года исполняет роль Джека Ричера в одноимённом сериале Amazon Prime, основанном на серии книг Ли Чайлда. Первый сезон являлся экранизацией первой книги цикла Этаж смерти. Второй основан на одиннадцатой — Сплошные проблемы и неприятности. Первые пять серий вышли в 2023 году, последние три — в 2024.
В 2024 году Ритчсон сыграл в драме «Обыкновенные ангелы» вместе с Хилари Суэнк, а также в боевике Гая Ричи «Министерство неджентльменских дел».

## Личная жизнь
В мае 2006 года женился на Кэтрин Ритчсон. У пары трое сыновей: Кейлем (2012), Эдан (2014) и Эймори Тристан (06.12.2015).

## Фильмография
| Год       |     | Русское название                     | Оригинальное название                                                        | Роль                  |
| --------- | --- | ------------------------------------ | ---------------------------------------------------------------------------- | --------------------- |
| 2005—2010 | с   | Тайны Смолвиля                       | Smallville                                                                   | Артур Карри / Аквамен |
| 2006      | мс  | Чудо-зверята                         | Wonder Pets!                                                                 | Крис                  |
| 2006      | тф  | Хотя со мною никто не идёт           | Though None Go with Me                                                       | армейский офицер      |
| 2006      | в   | Мясник                               | The Butcher                                                                  | Марк                  |
| 2007      | ф   | Парилка                              | Steam                                                                        | Рой                   |
| 2007      | ф   | Беовульф                             | Beowulf                                                                      | Беовульф              |
| 2007      | ки  | —                                    | Beowulf                                                                      | Беовульф              |
| 2008      | мф  | Лига справедливости: Новый барьер    | Justice League: The New Frontier                                             | Аквамен               |
| 2008      | ф   | Рекс                                 | Rex                                                                          | Чейз                  |
| 2009      | ф   | Зажги этим летом!                    | Fired Up!                                                                    | Брюс                  |
| 2009      | тф  | Проклятые воды                       | Midnight Bayou                                                               | Лучиан Мане           |
| 2009      | с   | Тяжёлый случай                       | Head Case                                                                    | н/д                   |
| 2010      | с   | C.S.I.: Место преступления Майами    | CSI: Miami                                                                   | Пол Арнетт            |
| 2010—2011 | с   | Реальные парни                       | Blue Mountain State                                                          | Тэд Касл              |
| 2011      | с   | 90210: Новое поколение               | 90210                                                                        | Трипп Уиллинсон       |
| 2011      | кор | —                                    | Prattle: Your Words Are Empty and So Is Your Heart (Now in Black and White!) | н/д                   |
| 2012      | с   | Шоу Фреда                            | Fred: The Show                                                               | просроченная корова   |
| 2013      | с   | Гавайи 5.0                           | Hawaii Five-0                                                                | Фредди Харт           |
| 2013      | с   | —                                    | Don’t Talk in the Kitchen Presents                                           | актёр                 |
| 2013      | ф   | Голодные игры: И вспыхнет пламя      | The Hunger Games: Catching Fire                                              | Блеск                 |
| 2013      | с   | Супер весёлый вечер                  | Super Fun Night                                                              | Джейсон               |
| 2014      | с   | Бунтари                              | The Rebels                                                                   | Тайлер Стокли         |
| 2014      | ф   | Черепашки-ниндзя                     | Teenage Mutant Ninja Turtles                                                 | Рафаэль               |
| 2014      | с   | —                                    | Holloway Heights                                                             | Джеймс                |
| 2014      | с   | Новенькая                            | New Girl                                                                     | Мэтт                  |
| 2014      | кор | —                                    | Alpha Chow                                                                   | Кент Росс             |
| 2015      | ф   | Шафер напрокат                       | The Wedding Ringer                                                           | Кип / Керью           |
| 2015      | с   | Трудоголики                          | Workaholics                                                                  | Торпи                 |
| 2015      | ф   | Лазерная команда                     | Lazer Team                                                                   | Адам                  |
| 2016      | ф   | Штат Блу Маунтин: Восстание Тадленда | Blue Mountain State: The Rise of Thadland                                    | Тед Касл              |
| 2016      | ф   | Черепашки-ниндзя 2                   | Teenage Mutant Ninja Turtles: Out of the Shadows                             | Рафаэль               |
| 2016      | с   | Чёрное зеркало                       | Black Mirror                                                                 | Пол                   |
| 2017      | с   | Кровавая езда                        | Blood Drive                                                                  | Артур Бейли           |
| 2017      | кор | —                                    | Tree House Time Machine                                                      | Джейсон               |
| 2018      | с   | Алекса и Кэти                        | Alexa & Katie                                                                | Робби                 |
| 2018      | ф   | Офисный беспредел                    | Office Uprising                                                              | Боб                   |
| 2018—2021 | с   | Титаны                               | Titans                                                                       | Хэнк Холл / Ястреб    |
| 2019      | с   | Бруклин 9-9                          | Brooklyn Nine-Nine                                                           | Скалли в молодости    |
| 2019      | ф   | Возвышаясь над тенью                 | Above the Shadows                                                            | Шейн                  |
| 2019      | ф   | Кубок индейки                        | The Turkey Bowl                                                              | Ронни Бест            |
| 2019      | с   | Супергёрл                            | Supergirl                                                                    | Хэнк Холл / Ястреб    |
| 2020      | с   | Легенды завтрашнего дня              | Legends of Tomorrow                                                          | Хэнк Холл / Ястреб    |
| 2020      | ф   | Призраки войны                       | Ghosts of War                                                                | Бутчи                 |
| 2021      | ф   | Цикада 3301: Квест для хакера        | Dark Web: Cicada 3301                                                        | агент Карвер          |
| 2022      | с   | Ричер                                | Reacher                                                                      | Джек Ричер            |
| 2023      | ф   | Форсаж 10                            | Fast X                                                                       | агент Эймс            |
| 2024      | ф   | Обыкновенные ангелы                  | Ordinary Angels                                                              | Эд Шмитт              |
| 2024      | ф   | Министерство неджентльменских дел    | Ministry of Ungentlemanly Warfare                                            | Андерс Лассен         |
|           | ф   | Человек с мешком                     | The Man with the Bag                                                         | Вэнс                  |
|           | ф   | Моторный город                       | Motor City                                                                   | Джон Миллер           |

## Дискография
- This Is Next Time (2006)[15]